# Essen Open 1995
L'Essen Open 1995, noto come Eurocard Open per ragioni di sponsorizzazione, è stato un torneo maschile professionistico di tennis giocato sul cemento indoor. È stata la 9ª edizione del torneo – che ha preso diversi nomi nel corso degli anni – e l'unica disputata nella città tedesca di Essen
Per l'occasione l'evento entra a far parte della categoria Championships Series, Single Week, la più importante dopo quella dei tornei del Grande Slam e delle Finals che chiudono la stagione. Per ragioni di sponsorizzazione il nome ufficiale del torneo di Essen è diventato Eurocard Open, fa parte dell'ATP Tour 1995 e si è giocato dal 23 al 30 ottobre 1995.
Le prime otto edizioni si erano disputate a Stoccarda, le prime due erano state tornei esibizione svoltisi nel 1988 e 1989 sotto il nome Stuttgart Classic. Nel 1990 il torneo entra a far parte dell'ATP Tour nella categoria ATP Championship Series, prende il nome Stuttgart Championship Series e si svolge nel mese di febbraio.
Nel 1995, oltre alla consueta edizione di febbraio a Stoccarda, a ottobre si tiene il nuovo Essen Open che entra a far parte della categoria Championships Series, Single Week, prendendo il posto dello Stockholm Open, retrocesso nelle ATP World Series. Il torneo di Essen viene inserito in calendario al posto di quello di Anversa, che non viene disputato nel 1995 e torna in calendario l'anno dopo in febbraio.
Nel 1996 si riprenderà a giocare una sola edizione annuale, inserita tra gli ATP Super 9, e si svolgerà a ottobre nuovamente sul sintetico di Stoccarda prendendo il nome Stuttgart Super 9 1996, mantenendo il nome ufficiale sponsorizzato  Eurocard Open.

## Campioni

### Singolare
Thomas Muster ha battuto in finale  MaliVai Washington con il punteggio di 7–6(6), 2–6, 6–3, 6–4

### Doppio
Jacco Eltingh /  Paul Haarhuis hanno battuto in finale  Cyril Suk /  Daniel Vacek con il punteggio di 7–5, 6–4